# Abneet Bharti
Abneet Bharti (nacido el 14 de julio de 1998) es un futbolista profesional indio que juega como central en el Club ABB de la Primera División de Bolivia. Nacido en Katmandú, Nepal, Bharti fue convocado al campamento nacional sub-17 de la India antes del Campeonato Sub-17 de la SAFF de 2015, pero nunca llegó al equipo principal.

## Trayectoria

### Carrera juvenil
Eligiendo el fútbol como parte de su vida, Bharti comenzó su viaje como jugador en la posición de portero con el equipo de su escuela mientras estaba en Nigeria. Después del final de su viaje de fútbol escolar de dos años en el país africano, regresó a India y representó al equipo de BGS International Public School en Delhi. Luego comenzó su carrera de fútbol juvenil en el equipo Shastri FC de la DSA Senior Division League y emergió como el máximo goleador en múltiples torneos. Bharti luego ganó un lugar en el equipo juvenil estatal de Delhi y luego fue llamado a la selección nacional de la selección sub-16 de India. Después de pasar dos temporadas, se mudó al extranjero y asistió a un juicio para el Geylang International de Singapur y entró en la academia juvenil del club. En el 2014, se mudó a España y se unió a la academia juvenil del club Real Valladolid de LaLiga. Mientras jugaba para el club, recibió el interés de las academias juveniles del club Eintracht Frankfurt y Anderlecht de la Bundesliga alemana en la máxima categoría belga. Más tarde disfrutó de entrenamientos y períodos de prueba en los equipos juveniles de Eintracht Frankfurt, TSV 1860 Munich, FSV Frankfurt y SV Darmstadt 98.

### Carrera profesional
En medio de la temporada 2016-17, Bharti fichó por el entonces Sintrense de la Liga 3 portuguesa después de aceptar la oferta de unirse al club polaco de primera división Podbeskidzie Bielsko-Biała. Debutó ante el Sporting CP B y disputó trece partidos ligueros a las órdenes de Luís Boa Morte, que le calificó como "un defensa muy rápido y atlético, con confianza y técnica con el balón". Luego de ser reclutado por el club mexicano América, su fichaje por la Liga MX en el Apertura 2018 no se concretó debido a una grave lesión en la rodilla, que lo dejó fuera de acción por un par de meses. El 31 de agosto de 2019, Bharti regresó a India firmando con el club Kerala Blasters de la Superliga india. Se incorporó al club tras desperdiciar su chance de aparecer con el América en la máxima categoría mexicana. En julio de 2021 fichó por el Varnsdorf de la Fortuna Národní Liga checa. Con el club checo, hizo su debut en la victoria por 4-0 sobre el FK Neratovice-Byškovice. Apareció en dos partidos de Pohár FAČR antes de enfrentar los problemas de la visa. Antes del inicio de la temporada 2022-23, Bharti fue cedido al club Talant Tash-Kömür de la BC Olimp Premier League el 8 de marzo. Hizo su debut en la liga el 11 de marzo en su empate 1-1 contra Dordoi Bishkek. Después del final de su breve período de préstamo en el club de Kirguistán, se reincorporó al Varnsdorf en junio. En marzo de 2023, el club lo envió nuevamente a préstamo cuando se unió al club Potros del Este de la Liga de Fútbol de Panamá.

## Vida personal
El hermano de Abneet, Aniket Bharti, nacido en Italia, también es un futbolista que jugó en el club polaco Znicz Pruszków y en el club colombiano Orsomarso. Bharti reveló que es partidario del club Arsenal de la Premier League.

## Recepción
En 2018, la revista italiana de fútbol profesional Calciomercato lo incluyó entre los mejores once jugadores de Asia menores de veintiún años. Junto a él, por ejemplo, fueron seleccionados el delantero iraní Mohammad Sharifi, el delantero norcoreano Kwang-Song Han o el centrocampista chino Jiahao Wang.

## Clubes
| Club            | País            | Año         |
| --------------- | --------------- | ----------- |
| SU Sintrense    | Portugal        | 2017 - 2019 |
| Kerala Blasters | India           | 2019 - 2020 |
| FK Varnsdorf    | República Checa | 2021 - 2022 |
| FC Talant       | Kirguistán      | 2022        |
| FK Varnsdorf    | República Checa | 2022 - 2023 |
| Potros del Este | Panamá          | 2023        |
| FK Varnsdorf    | República Checa | 2023 - 2024 |
| Club ABB        | Bolivia         | 2025 - act. |

## enlaces externos
- Abneet Bharti en Instagram
- Abneet Bharti at Sofascore
- Abneet Bharti at FootballDatabase
- Abneet Bharti at PlaymakerStats

- Datos: Q41634591